# Fannia himalayana
Fannia himalayana är en tvåvingeart som beskrevs av Nishida 1991. Fannia himalayana ingår i släktet Fannia och familjen takdansflugor.
Artens utbredningsområde är Nepal. Inga underarter finns listade i Catalogue of Life.